# 1973년 전미 비평가 협회상
제8회 전미 비평가 협회상은 1973년 최고의 영화를 기리기 위해 1974년 1월에 열린 시상식이다. 뉴욕, Algonquin Hotel에서 개최되었다.

## 수상 및 후보

### 작품상
- 사랑의 묵시록 수상

### 감독상
- 사랑의 묵시록 - 프랑수아 트뤼포 수상

### 여우주연상
- 뉴 랜드 - 리브 울만 수상

### 남우주연상
- 파리에서의 마지막 탱고 - 말론 브란도 수상

### 여우조연상
- 사랑의 묵시록 - 발렌티나 코르테스 수상

### 남우조연상
- 비열한 거리 - 로버트 드 니로 수상

### 각본상
- 청춘 낙서 - 조지 루카스 수상

### 촬영상
- 긴 이별 - 빌모스 지그몬드 수상

### 특별상
- 아이스맨 코메스 - 로버트 라이언 수상